# Noctua interjecta
Espèce
Synonymes
- Agrotis interjecta (Hübner, 1803)[1]
- Paranoctua interjecta (Hübner, 1803)[1]
- Triphaena interjecta (Hübner, 1803)[2]

Le Faux casque (Noctua interjecta) est une espèce de lépidoptères (papillons) européens de la famille des Noctuidae.

## Répartition
L'espèce est répandue en Europe, notamment dans toute la France métropolitaine.

## Liste des sous-espèces
Selon BioLib (21 février 2018) :
- Noctua interjecta interjecta Hübner, 1803
- Noctua interjecta caliginosa (Schawerda, 1919)